# Protaphis carthami
Protaphis carthami är en insektsart. Protaphis carthami ingår i släktet Protaphis och familjen långrörsbladlöss. Inga underarter finns listade i Catalogue of Life.